# Ringin Jaya (Pulau Burung)
Ringin Jaya is een bestuurslaag in het regentschap Indragiri Hilir van de provincie Riau, Indonesië. Ringin Jaya telt 603 inwoners (volkstelling 2010).